# Polnische Eishockeynationalmannschaft

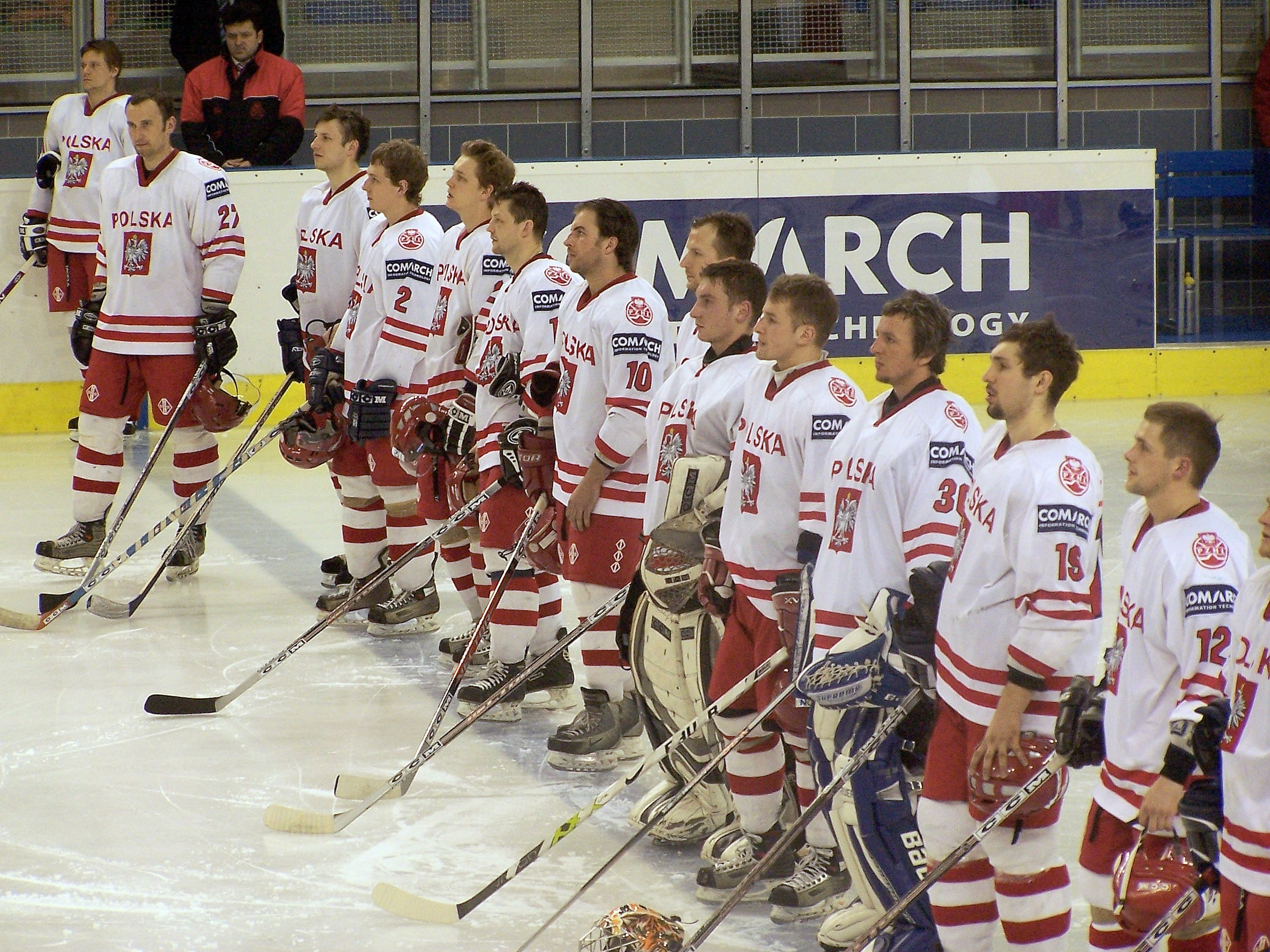
Die Polnische Nationalmannschaft bei einem Freundschaftsspiel 2006

Die polnische Eishockeynationalmannschaft  der Männer wird nach der Weltmeisterschaft 2023 in der IIHF-Weltrangliste auf Platz 22 geführt. Aktueller Trainer ist Róbert Kaláber.
Bei der Eishockey-Weltmeisterschaft der Herren 2007 belegte die Mannschaft in der Gruppe A der Division I, die in Qiqihar (China) ausgetragen wurde, hinter Frankreich den zweiten Platz und verpasste damit den Aufstieg zur A-Weltmeisterschaft nur knapp. Auch in den folgenden Jahren gelang der polnischen Mannschaft der Aufstieg in die A-WM, in der sie zuletzt 2002 spielte, nicht. Der Wiederaufstieg gelang dann bei der Weltmeisterschaft 2023, als durch einen 4:2-Erfolg gegen Italien der Sprung in die Top-Division besiegelt wurde.
Beste Platzierung einer polnischen Mannschaften bei Weltmeisterschaften war der vierte Platz bei der Eishockey-Weltmeisterschaft 1931. In den 1970er Jahren gehörte das Team wiederholt zu dem damals lediglich sechs bzw. acht Mannschaften umfassenden Teilnehmerfeld der A-Weltmeisterschaft. Zur Vorbereitung auf die jährlichen Weltmeisterschaften nimmt die Nationalmannschaft regelmäßig an Turnieren der Euro Ice Hockey Challenge teil.

## Platzierungen

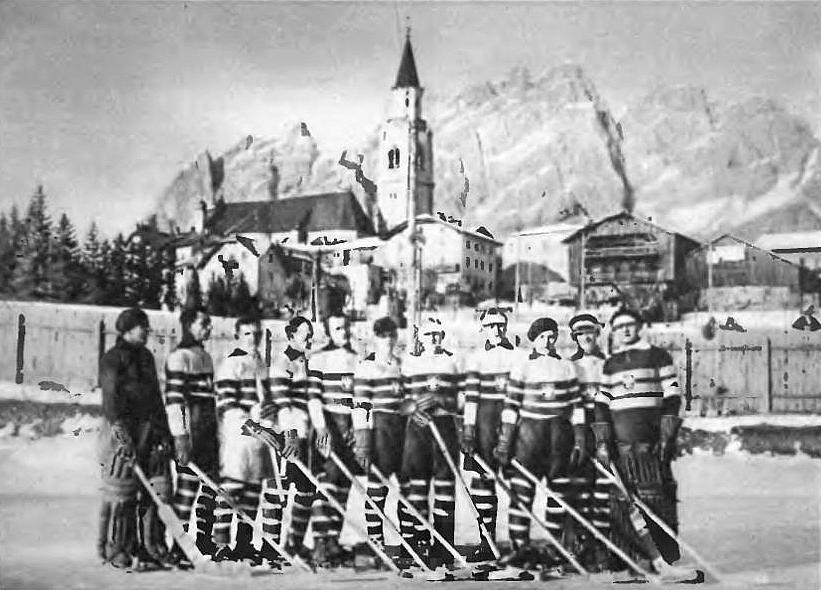
Olympische Winterspiele 1928

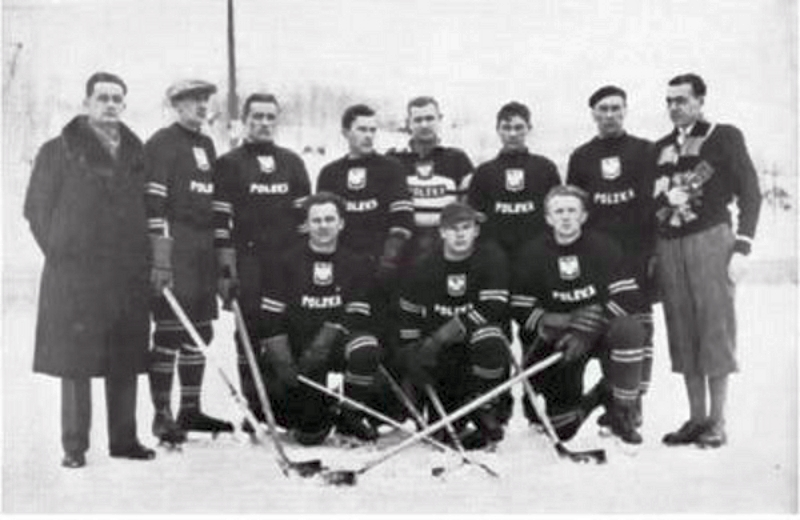
Olympische Winterspiele 1932

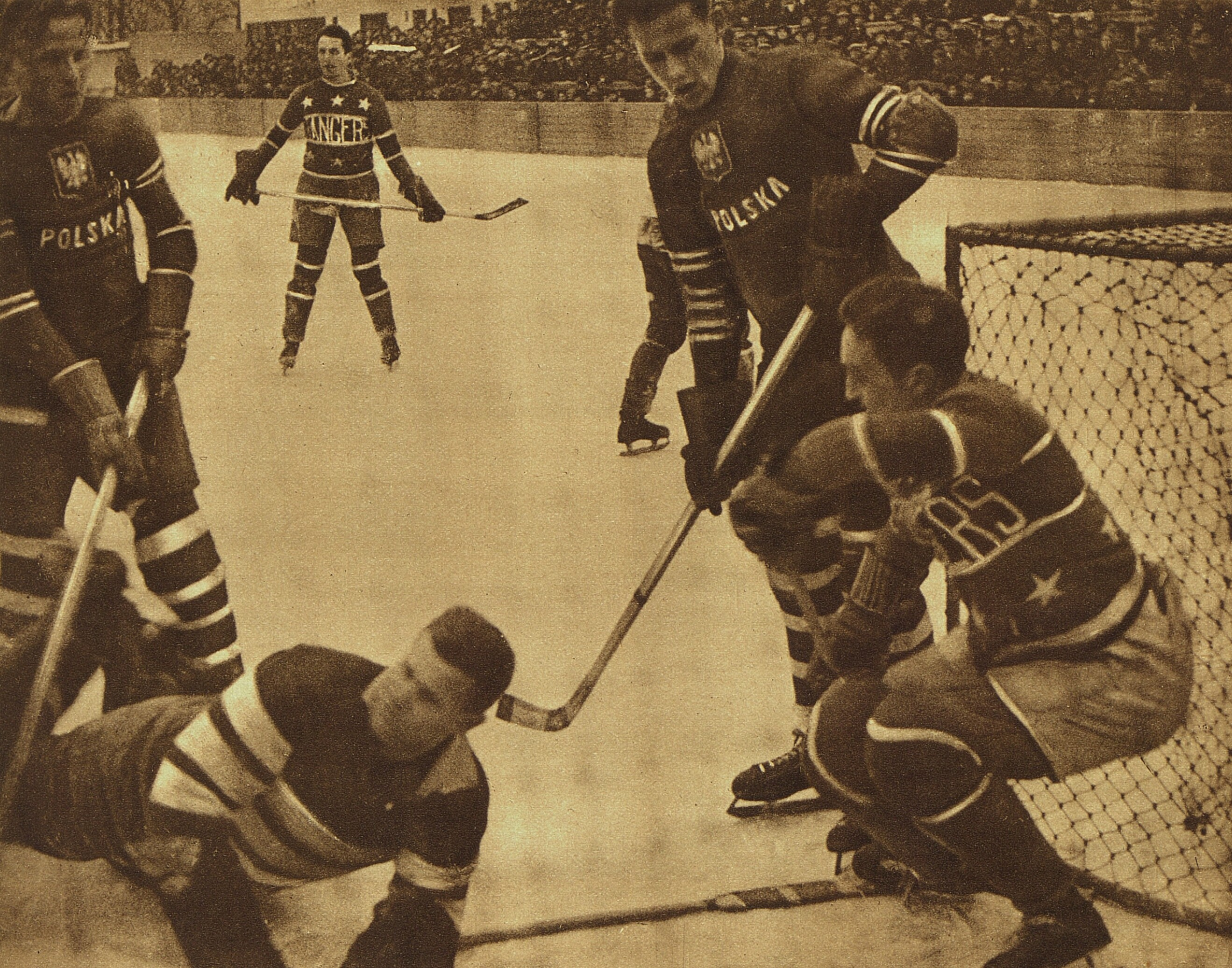
Eishockey-Weltmeisterschaft 1933

### Olympische Spiele
- 1920/24: nicht teilgenommen
- 1928: 9. Platz
- 1932: 6. Platz
- 1936: 9. Platz
- 1948: 6. Platz
- 1952: 6. Platz
- 1956: 5. Platz
- 1960: nicht teilgenommen
- 1964: 9. Platz
- 1968: verzichtet
- 1972: 6. Platz
- 1976: 6. Platz
- 1980: 7. Platz
- 1984: 8. Platz
- 1988: 11. Platz
- 1992: 11. Platz
- 1994–2022: nicht qualifiziert

Qualifikationsturniere
- 1994: Qualifikation 3., Gesamtwertung 14.
- 1998: Vorqualifikation, 2. Gruppe B
- 2002: Erste Qualifikationsrunde, 2. Gruppe 3, Gesamtwertung 19.
- 2006: Zweite Qualifikationsrunde, 4. Gruppe B, Gesamtwertung 20.
- 2010: Erste Qualifikationsrunde, 2. Gruppe D, Gesamtwertung 24.
- 2014: Erste Qualifikationsrunde, 2. Gruppe H, Gesamtwertung 23.
- 2018: Zweite Qualifikationsrunde, 4. Gruppe D, Gesamtwertung 20.
- 2022: Qualifikationsendrunde, 4. Gruppe D, Gesamtwertung 19.

### Weltmeisterschaften
- 1928: 9. Platz
- 1930: 5. Platz
- 1931: 4. Platz
- 1932: 6. Platz
- 1933: 7. Platz
- 1934: nicht teilgenommen
- 1935: 10. Platz
- 1936: 6. Platz
- 1937: 8. Platz
- 1938: 9. Platz
- 1939: 6. Platz
- 1947: 6. Platz
- 1948: 7. Platz
- 1949–51: nicht teilgenommen
- 1952: 6. Platz
- 1953/54: nicht teilgenommen
- 1955: 7. Platz
- 1956: 6. Platz
- 1957: 6. Platz
- 1958: 8. Platz
- 1959: 9. Platz
- 1960: nicht teilgenommen
- 1961: 5. B-WM (13. Platz)
- 1962: nicht teilgenommen
- 1963: 4. B-WM (12. Platz)
- 1964: 9. Platz
- 1965: 1. B-WM (9. Platz)
- 1966: 8. Platz
- 1967: 1. B-WM (9. Platz)
- 1968: nicht teilgenommen
- 1969: 2. B-WM (8. Platz)
- 1970: 6. Platz
- 1971: 2. B-WM (8. Platz)
- 1972: 1. B-WM (7. Platz)
- 1973: 5. Platz
- 1974: 5. Platz
- 1975: 5. Platz
- 1976: 7. Platz
- 1977: 2. B-WM (10. Platz)
- 1978: 1. B-WM (9. Platz)
- 1979: 8. Platz
- 1981: 2. B-WM (10. Platz)
- 1982: 3. B-WM (11. Platz)
- 1983: 2. B-WM (10. Platz)
- 1985: 1. B-WM (9. Platz)
- 1986: 8. Platz
- 1987: 1. B-WM (9. Platz)
- 1989: 8. Platz
- 1990: 6. B-WM (14. Platz)
- 1991: 4. B-WM (12. Platz)
- 1992: 12. Platz
- 1993: 2. B-WM (14. Platz)
- 1994: 3. B-WM (15. Platz)
- 1995: 3. B-WM (15. Platz)
- 1996: 5. B-WM (17. Platz)
- 1997: 5. B-WM (17. Platz)
- 1998: 7. B-WM (23. Platz)
- 1999: 7. B-WM (23. Platz)
- 2000: 4. B-WM (20. Platz)
- 2001: 1. Platz Div. I, Gr.A (18. Platz)
- 2002: 14. Platz
- 2003: 2. Platz Div. I, Gr.A (19. Platz)
- 2004: 3. Platz Div. I, Gr.B (21. Platz)
- 2005: 2. Platz Div. I, Gr.A (19. Platz)
- 2006: 3. Platz Div. I, Gr.B (21. Platz)
- 2007: 2. Platz Div. I, Gr.A (20. Platz)
- 2008: 3. Platz Div. I, Gr.A (22. Platz)
- 2009: 4. Platz Div. I, Gr.B (23. Platz)
- 2010: 3. Platz Div. I, Gr.B (22. Platz)
- 2011: 4. Platz Div. I, Gr.B (23. Platz)
- 2012: 2. Platz Division IB (24. Platz)
- 2013: 2. Platz Division IB (24. Platz)
- 2014: 1. Platz Division IB (23. Platz)
- 2015: 3. Platz Division IA (19. Platz)
- 2016: 3. Platz Division IA (19. Platz)
- 2017: 4. Platz Division IA (20. Platz)
- 2018: 6. Platz Division IA (22. Platz)
- 2019: 2. Platz Division IB (24. Platz)
- 2020–2021: keine Austragung
- 2022: 1. Platz Division IB (22. Platz)
- 2023: 2. Platz Division IA (18. Platz)
- 2024: 16. Platz
- 2025: 5. Platz Division IA (21. Platz)

### Europameisterschaften (bis 1939)
- bis 1925: nicht teilgenommen
- 1926: 6. Platz
- 1927: 4. Platz
- 1928: 8. Platz
- 1929: Silber
- 1930: 4. Platz
- 1931: Silber
- 1932: nicht teilgenommen
- 1933: 5. Platz
- 1934: nicht teilgenommen
- 1935: 9. Platz
- 1936: 7. Platz
- 1937: 7. Platz
- 1938: 7. Platz
- 1939: 4. Platz

## Nationaltrainer
- 1926:  Wilhelm Rybak
- 1927–1930:  Tadeusz Adamowski
- 1931:  Harold Farlow und  Władysław Wiro–Kiro
- 1932–1935:  Tadeusz Sachs

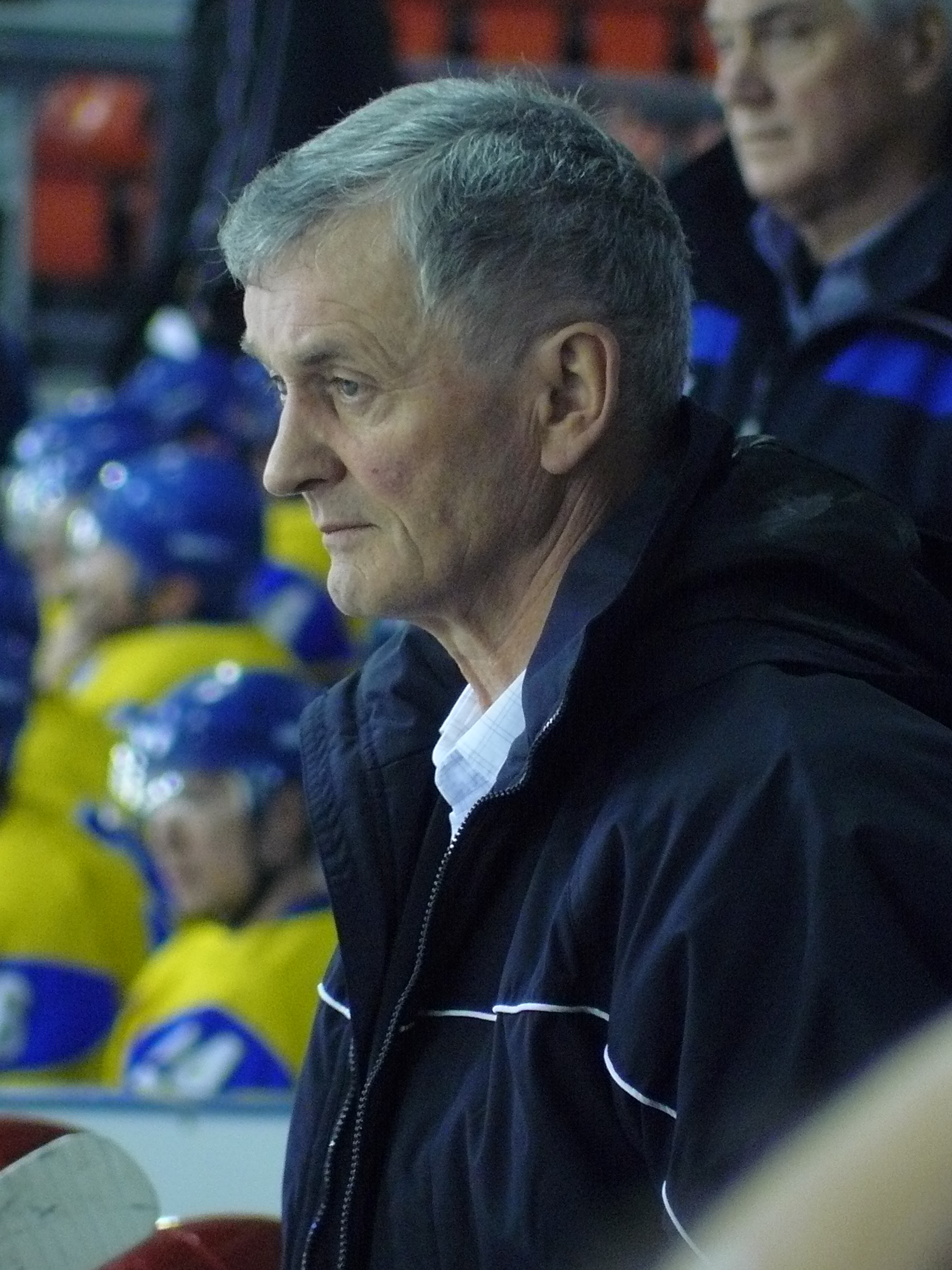
Wiktor Pysz

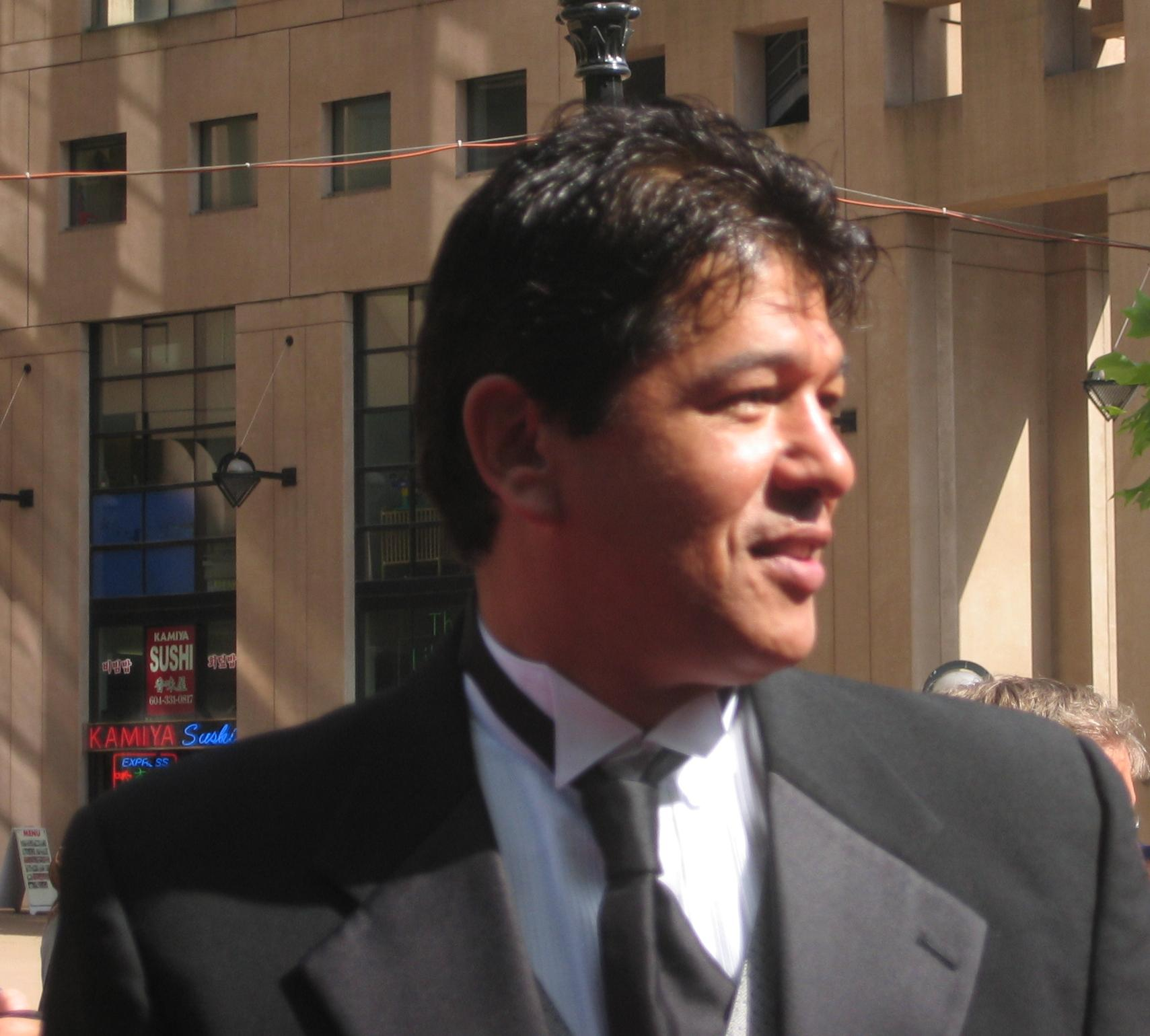
Ted Nolan

- 1936:  Aleksander Tupalski und  Lucjan Kulej
- 1937:  Tadeusz Sachs
- 1938:  Przemysław Warmiński
- 1939:  Zenon Paruszewski
- 1946:  Edward Pawłowski
- 1947:  Wacław Kuchar
- 1948:  Zbigniew Kasprzak
- 1949:  Władysław Babiński
- 1950:  Karol Hirschberg
- 1950:  Władysław Michalik
- 1951–1953:  Mieczysław Kasprzycki
- 1955:  Witalis Ludwiczak und  Kazimierz Osmański
- 1955–1956:  Mieczysław Palus und  Władysław Wiro–Kiro
- 1956–1957:  Antonín Haukvic
- 1957–1958:  Andrzej Wołkowski und  Władysław Wiro–Kiro
- 1959:  Alfred Gansiniec
- 1960–1961:  Stefan Csorich
- 1962–1964:  Gary Hughes
- 1964–1965:  Marian Jeżak
- 1966–1969:  Zdzisław Masełko
- 1969–1975:  Anatoli Jegorow
- 1977–1979:  Slavomír Bartoň
- 1979–1982:  Czesław Borowicz
- 1982–1984:  Emil Nikodemowicz
- 1984–1989:  Leszek Lejczyk
- 1989–1990:  Emil Nikodemowicz
- 1990–1992:  Leszek Lejczyk
- 1992–1994:  Ēvalds Grabovskis
- 1994–1996:  Władimir Safonow
- 1996–1997:  Andrzej Tkacz
- 1997–1998:  Jan Eysselt
- 1998–1999:  Luděk Bukač
- 1999–2004:  Wiktor Pysz
- 2004–2005:  Andriej Sidorienko
- 2005–2008:  Rudolf Roháček
- 2008–2009:  Peter Ekroth
- 2009–2012:  Wiktor Pysz
- 2012–2014:  Igor Zacharkin
- 2014–2017:  Jacek Płachta
- 2017–2018:  Ted Nolan
- 2018–2020:  Tomasz Valtonen
- seit 2020:  Róbert Kaláber